# Campeonato nacional de Estados Unidos 1950
Lista de los campeones del Campeonato nacional de Estados Unidos de 1950:

## Senior

### Individuales masculinos
Arthur Larsen vence a  Herbert Flam, 6–3, 4–6, 5–7, 6–4, 6–3

### Individuales femeninos
Margaret Osborne duPont vence a  Doris Hart, 6–4, 6–3

### Dobles masculinos
John Bromwich /  Frank Sedgman vencen a  Bill Talbert /  Gardnar Mulloy, 7–5, 8–6, 3–6, 6–1

### Dobles femeninos
Louise Brough /  Margaret Osborne vencen a  Shirley Fry /  Doris Hart, 6–2, 6–3

### Dobles mixto
Margaret Osborne duPont /  Ken McGregor vencen a  Doris Hart /  Frank Sedgman, 6–4, 3–6, 6–3
| Predecesor: 1949                         | Campeonato nacional de Estados Unidos 1950 | Sucesor: 1951                         |
| Predecesor: Campeonato de Wimbledon 1950 | Grand Slam 1950                            | Sucesor: Campeonato de Australia 1951 |

- Datos: Q2410093